# Мурсійське королівство
Мурсійське королівство (ісп. Reino de Murcia) — назва адміністративної частини Кастильської корони, що була утворена на території колишньої Мурсійської тайфи

## Історія
З 1232 року король Арагону Хайме I очолив наступ проти ісламсько-мавританських королівств (тайф) на середземноморському узбережжі Іспанії, який, серед іншого, завершився завоюванням тайфи Валенсії в 1237 році. Відтак він продовжив Реконкісту далі на південь, але, при нападі на Мурсійську тайфу, він зіткнувся з інтересами Кастилії, яка також мала намір анексувати ці території, щоб отримати доступ до Середземного моря.
1243 року Мурсійська тайфа для захисту від нападу Арагону визнала себе васалом Кастильської корони. Кастильські війська допомогли тайфі приборкати бунтівних васалів і 1244 року, відповідно до умов Альмірського договору між Кастилією і Арагоном, було визначено кордон між Мурсійською тайфою та королівством Арагон.
З 1250 року посилюється втручання Кастилії у внутрішні справи Мурсійської тайфи, яке розпочалось з засновання Картахенської єпархії. З 1260 року, внаслідок частої зміни емірів тайфа зовсім занепала. 1264 року за підтримки Гранадського емірату вибухнуло антикастильське повстання мурсійських мудехарів. 
Після придушення повстання в 1266 році об'єднаними арагоно-кастильськими військами, тайфа стала територіальною юрисдикцією Корони Кастилії під назвою Мурсійське королівство. На той час Корона Кастилії вже складалася з кількох таких королівств і крім Мурсії, мала в своєму складі королівства Кастилії, Леона, Галісії, Толедо, Хаена, Кордоби, Севільї тощо. 
В 1296 році король Арагону Хайме II вторгся в Мурсійське королівство і приєднав його до своїх володінь. В 1305 році між Кастилією та Арагоном було укладено договір Ельче, за яким Мурсія була повернута Кастилії, за виключенням незначної її території.
Територія королівства була детально описана в Respuestas Generales del Catastro de Ensenada (1750–54), яка була частиною документації по перепису населення. Вона знаходилась переважно в межах сучасної провінції Мурсія, а також включала частини провінції Альбасете, муніципалітети Віллена та Сакс у провінції Аліканте та деякі населені пункти в провінції Хаен.
Як і інші королівства в Іспанії, Мурсійське королівство було скасовано територіальним поділом Іспанії 1833 року.
Титул «Король Мурсії» використовувався монархами Кастильської Корони і сьогодні є одним з історичних титулів Іспанської Корони.